# Bagratashen
Bagratashen (armeniska: Բագրատաշեն) är en ort i Armenien. Den ligger i provinsen Tavusj, i den norra delen av landet, 120 kilometer norr om huvudstaden Jerevan. Bagratashen ligger 440 meter över havet och antalet invånare är 3 024.
Terrängen runt Bagratashen är huvudsakligen kuperad, men den allra närmaste omgivningen är platt. Närmaste större samhälle är Nojemberjan, 17,1 kilometer sydost om Bagratashen.
Trakten runt Bagratashen består till största delen av jordbruksmark. Runt Bagratashen är det ganska tätbefolkat, med 83 invånare per kvadratkilometer.